# 徐希秀
徐希秀（?—?），瑯琊人。南朝宋书法家。
徐爰之子，歷官游擊將軍，官至淮南太守。泰始三年（467年）奉詔與前將軍巢尚之，淮南太守孫奉伯等編次二王法書。擅長楷、草、隸、篆。